# Biografielijst Pr

## Pra

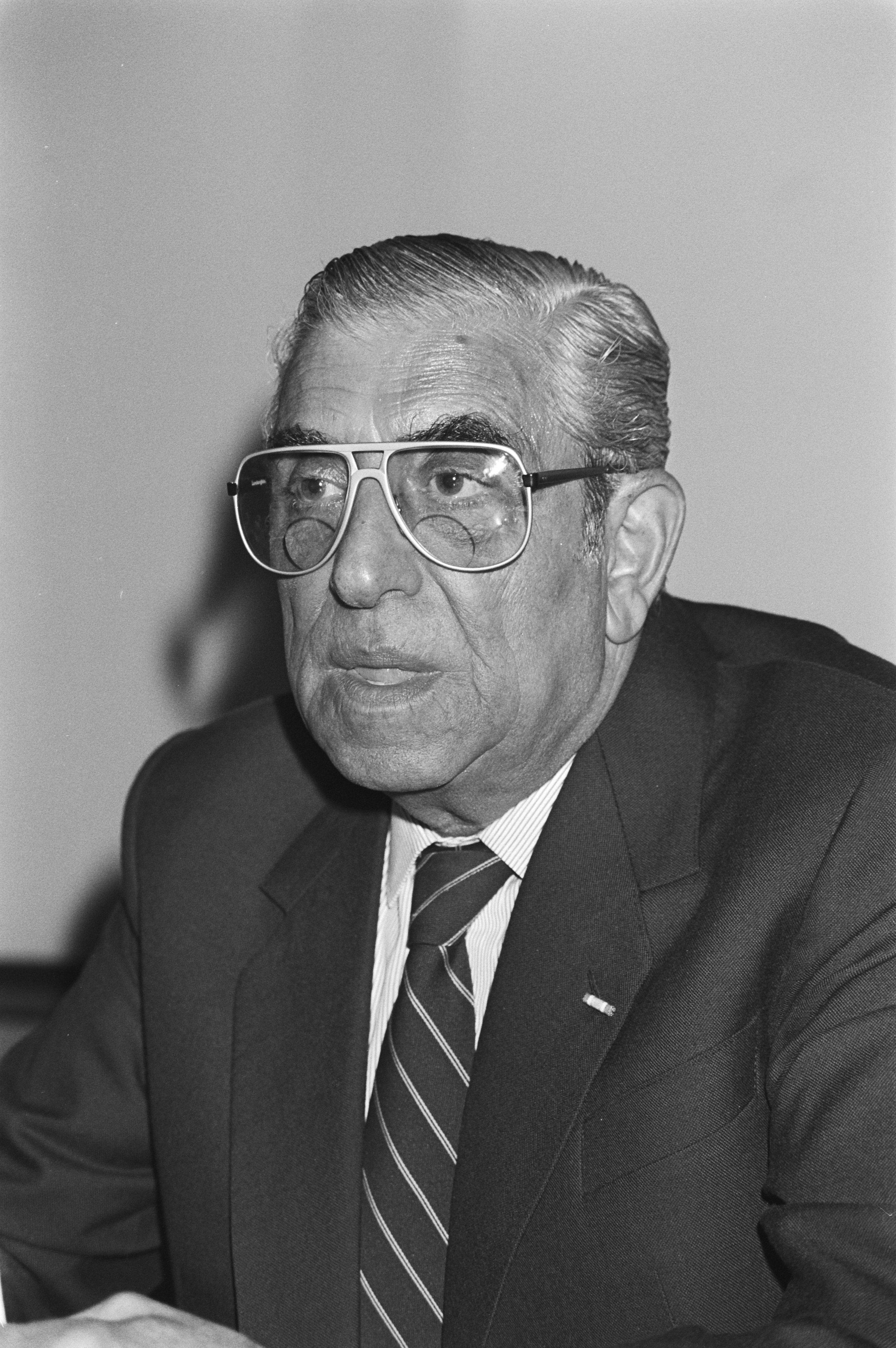
Jaap van Praag (sportbestuurder)

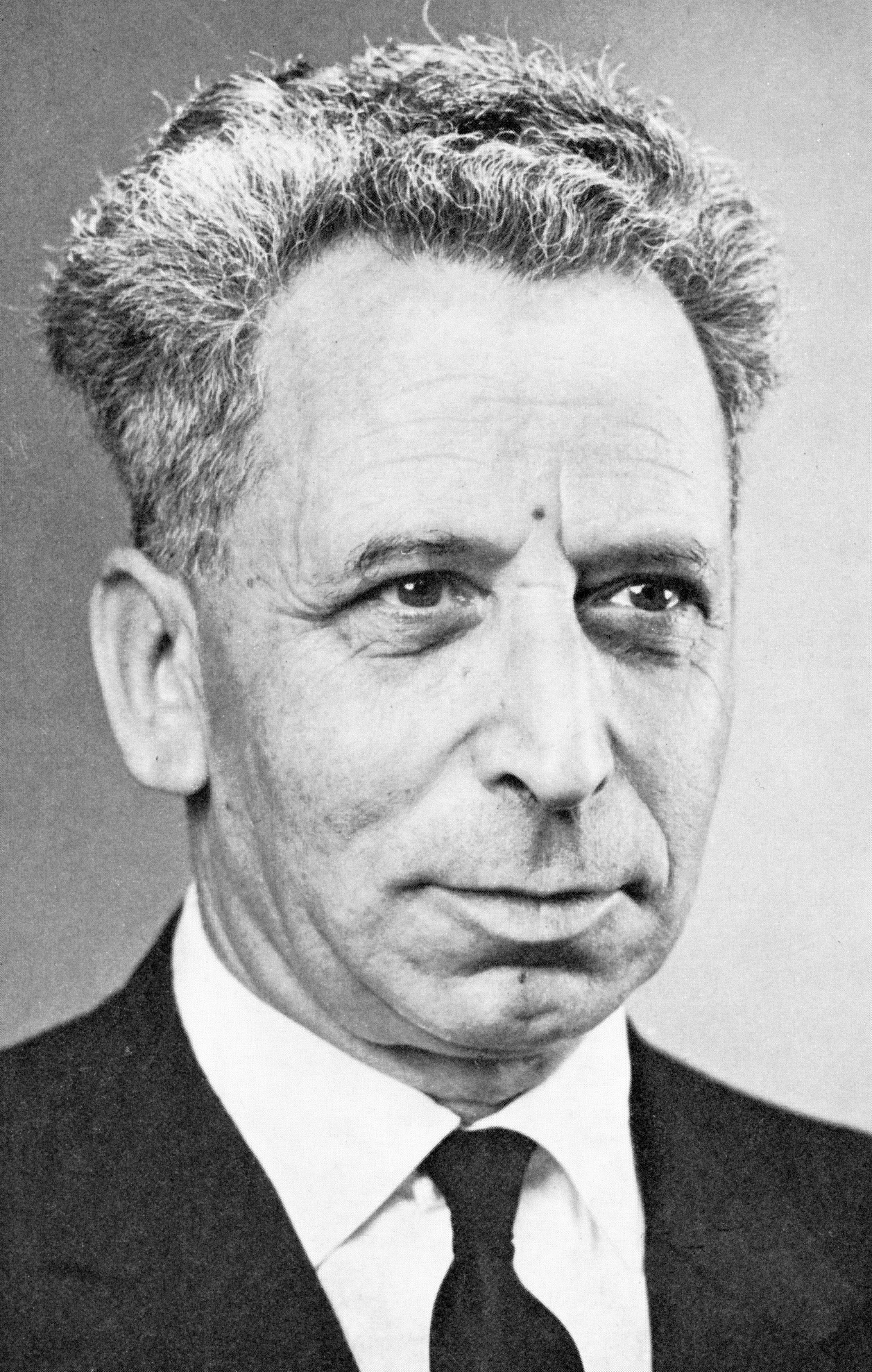
Jaap van Praag (bestuurder)

- Chiel van Praag (1949), Nederlands presentator
- Henri van Praag (1916-1988), Nederlands parapsycholoog
- Jaap van Praag (1910-1987), Nederlands sportbestuurder
- Jaap van Praag (1911-1981), Nederlands politicus en bestuurder
- Marga van Praag (1946), Nederlands journaliste en presentatrice
- Maud van Praag (1925-2011), Nederlands presentatrice
- Max van Praag (1913-1991), Nederlands zanger
- Max van Praag (1943-2024), Nederlands filmdistributeur
- Michael van Praag (1947), Nederlands sportbestuurder
- Philip van Praag sr. (1887-1942), Nederlands kunstenaar
- Velupillai Prabhakaran (1954), oprichter en leider van de Tamiltijgers
- Eva Maria Pracht (1937-2021), Canadees amazone
- Rudolf Prack (1905-1981), Oostenrijks toneelspeler en filmacteur
- Hans Prade (1938), Surinaams diplomaat en voorzitter van de Surinaamse Rekenkamer
- Mikel Pradera (1975), Spaans wielrenner
- Piero Pradenas (1986-2008), Belgisch volleyballer
- Julius del Prado (1886-1945), Surinaams politicus
- Dennis Praet (1994), Belgisch voetballer
- Jean-Paul Praet (1955), Belgisch atleet
- Heinz-Günter Prager (1944-2025), Duits beeldhouwer, tekenaar en grafisch kunstenaar
- Huub Pragt (1961), Nederlands atleet en egyptoloog
- C.K. Prahalad (1941-2010), Indiaas bedrijfswetenschapper
- Dith Pran (1942-2008), Cambodjaans-Amerikaans fotojournalist en mensenrechtenactivist
- Cesare Prandelli (1957), Italiaans voetballer en voetbalcoach
- Danijel Pranjić (1981), Kroatisch voetballer
- Karl Prantl (1923-2010), Oostenrijks beeldhouwer
- Michal Prášek (1988), Tsjechisch motorcoureur
- Bojan Prašnikar (1953), Sloveens voetballer en voetbalcoach
- Terry Pratchett (1948), Brits schrijver
- Jason Pratensis (1486-1558), Nederlands medicus en dichter
- Pierino Prati (1946-2020), Italiaans voetballer
- Brooke Pratley (1980), Australisch roeister
- Benjamin Pratnemer (1979), Sloveens darter
- Christopher Pratt (1935-2022), Canadees kunstschilder
- Keri Lynn Pratt (1978), Amerikaans actrice
- Ralph Pratt (1910-1981), Amerikaans autocoureur
- Susan May Pratt (1974), Amerikaans actrice

## Prc
- Sanjin Prcić (1993), Bosnisch voetballer

## Pre

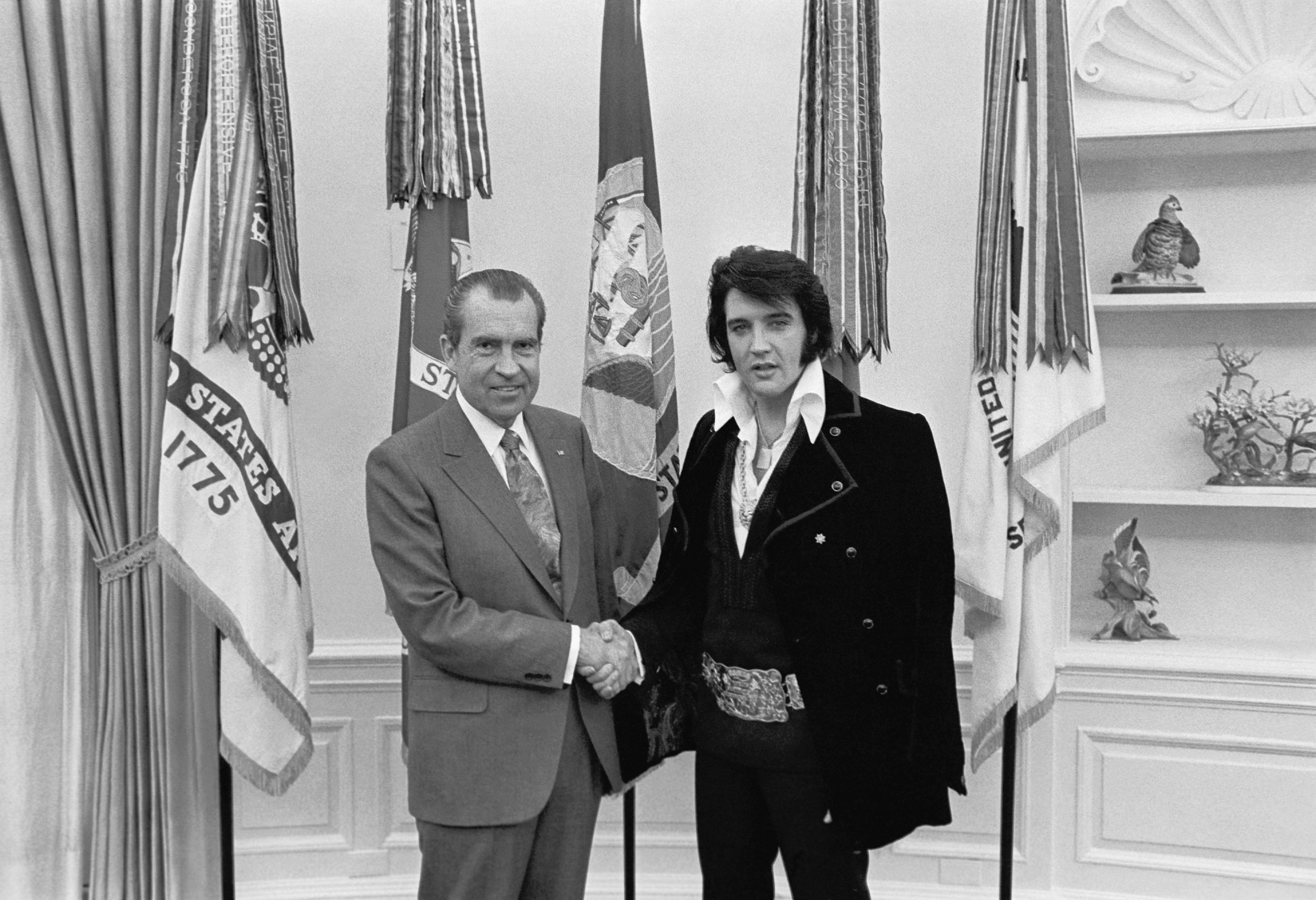
Elvis Presley (r)

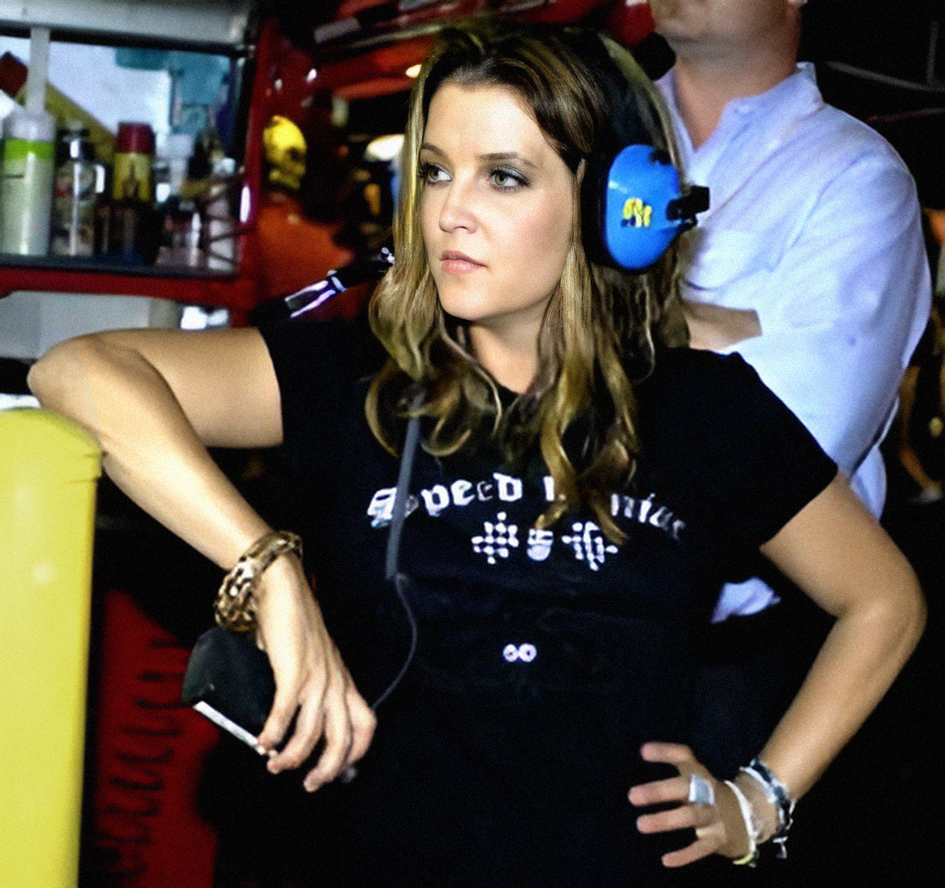
Lisa Marie Presley

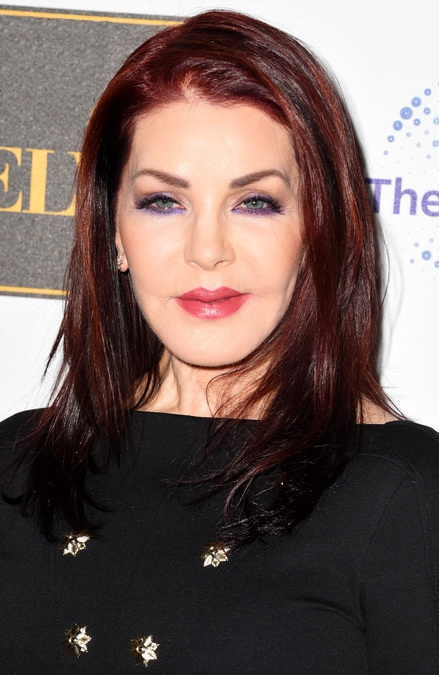
Priscilla Presley

- Jacqueline du Pré (1945-1987), Brits celliste
- Jamie Prebble (1991), Nieuw-Zeelands freestyleskiër
- William Henry Preece (1834-1913), Welsh elektrotechnicus en uitvinder
- Marie-Pier Préfontaine (1988), Canadees alpineskiester
- Steve Prefontaine (1951-1975), Amerikaans atleet
- Fritz Pregl (1869-1930), Oostenrijks scheikundige en Nobelprijswinnaar
- Stefan Prein (1965), Duits motorcoureur
- Thomas Preining (1998), Oostenrijks autocoureur
- Zbigniew Preisner (1955), Pools filmcomponist
- Vladimir Prelog (1906-1998), Kroatisch-Zwitsers chemicus en Nobelprijswinnaar
- Ingo Preminger (1911-2006), Joods-Oostenrijks-Amerikaans filmproducent en advocaat
- Steven Prenau (1866-1929), Belgisch onderwijzer en Vlaams activist
- Davita Prendergast (1984), Jamaicaans atlete
- Harry Prenen (1915-1992), Nederlands dichter, illustrator, journalist en leraar
- Josh Prenot (1993), Amerikaans zwemmer
- Bruno Prent (1993), Nederlands acteur
- Oleguer Presas (1980), Spaans voetballer
- Reece Prescod (1996), Brits atleet
- Edward Prescott (1940-2022), Amerikaans econoom
- Jeryl Prescott (1964), Amerikaanse actrice, filmregisseuse, filmproducente en scenarioschrijfster.
- John Prescott (1938-2024), Brits politicus
- Jon Prescott (1981), Amerikaans acteur
- France Prešeren (1800-1849), Sloveens dichter
- Karel Bořivoj Presl (1794-1852), Tsjechisch arts en botanicus
- Micheline Presle (1922-2024), Frans actrice
- Elvis Presley (1935-1977), Amerikaans zanger
- Jenna Presley (1987), Amerikaans pornoactrice
- Lisa Marie Presley (1968-2023), Amerikaans zangeres
- Priscilla Presley (1945), Amerikaans actrice
- Teagan Presley (1985), Amerikaans pornoactrice
- Irina Press (1939-2004), Sovjet-Russisch atlete
- Tamara Press (1937-2021), Sovjet-Russisch atlete
- Jacques Presser (1899-1970), Nederlands historicus, dichter en schrijver
- Menahem Pressler (1923-2023), Duits-Amerikaans pianist
- Steven Pressley (1973), Schots voetballer en voetbalcoach
- Lawrence Pressman (1939), Amerikaans acteur en filmproducent
- Júlio Prestes (1882-1946), Braziliaans politicus
- Rocco Prestia (1951-2020), Amerikaans muzikant
- Allan Preston (1969), Schots voetballer en voetbalcoach
- Billy Preston (1946-2006), Amerikaans toetsenist en zanger
- J.A. Preston (1957), Amerikaans acteur
- Johnny Preston (1939-2011), Amerikaans zanger
- Simon Preston (1938-2022), Brits organist, dirigent en componist
- Mattia Preti (1613-1699), Italiaans beeldend kunstenaar
- Jackie Pretorius (1922-2009), Zuid-Afrikaans autocoureur
- Georges Prêtre (1924-2017), Frans dirigent
- Armand Preud'homme (1904-1986), Vlaams componist
- Domen Prevc (1999), Sloveens schansspringer
- Nika Prevc (2005), Sloveens schansspringster
- Peter Prevc (1992), Sloveens schansspringer
- Walter Prevenier (1934), Belgisch historicus, archivaris, hoogleraar en bestuurder
- Jacques Prévert (1900-1977), Frans dichter, toneel- en scenarioschrijver
- André Previn (1930-2019), Amerikaans pianist, componist en dirigent
- Robert Prévot (1922), Belgisch atleet
- Elvire De Prez (1939-2021), Vlaams actrice en presentatrice

## Pri

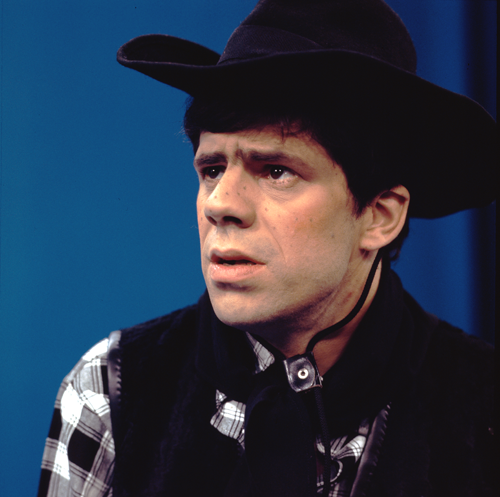
Joost Prinsen

- Andy Priaulx (1974), Brits autocoureur
- Sebastian Priaulx (2001), Brits autocoureur
- Alan Price (1942), Engels zanger, organist en acteur
- Brian Price (1976), Canadees stuurman bij het roeien
- DeAnna Price (1993), Amerikaans atlete
- Lloyd Price (1933-2021), Amerikaans zanger
- Lonny Price (1959), Amerikaans acteur, scenarioschrijver, filmproducent, filmregisseur en toneelregisseur
- Molly Price (1966), Amerikaans actrice
- Nick Price (1957), Zimbabwaans golfer
- Olivia Price (1992), Australisch zeilster
- Petrina Price (1984), Australisch atlete
- Ray Price (1926-2013), Amerikaans countryzanger
- Sterling Price (1809-1867), Amerikaans generaal
- Thomas Price (1933), Amerikaans roeier
- Vincent Price (1911-1993), Amerikaans acteur
- Harry G.M. Prick (1925-2006), Nederlands biograaf en literatuurhistoricus
- Gerard du Prie (1937-2020), Nederlands powerlifter en 'Sterkste Man'
- Erich Priebke (1913-2013), Duits oorlogsmisdadiger
- Lelde Priedulēna (1993), Lets skeletonster
- Paul Priem (1918-2012), Belgisch politicus
- Christopher Priest (1943-2024), Brits sciencefictionschrijver
- Dennis Priestley (1950), Engels darter
- Jason Priestley (1969), Amerikaans-Canadees acteur
- Joseph Priestley (1733-1804), Engels scheikundige
- Ingrid Prigge (1963), Nederlands atlete
- Kirill Prigoda (1995), Russisch zwemmer
- Jevgeni Prigozjin (1961-2023), Russisch militair
- Johan Prijs, Nederlands illustrator en boekbandontwerper
- Wolfgang Přiklopil (1962-2006), Oostenrijks ontvoerder
- Joeri Priloekov (1984), Russisch zwemmer
- Juan Prim y Prats (1814-1870), Spaans politicus en militair
- Jevgeni Primakov (1929-2015), Russisch politicus
- Raúl Primatesta (1919-2006), Argentijns rooms-katholiek geestelijke
- Frans Primo (1884-1946), Belgisch activist binnen de Vlaamse beweging
- Barry Primus (1938), Amerikaans acteur, filmregisseur, filmproducent en scenarioschrijver
- Prince (1958-2016), Amerikaans popmusicus
- Derek Prince (1915-2003), Brits filosoof, theoloog, predikant en schrijver
- Faith Prince (1957), Amerikaans actrice
- William Prince (1913-1996), Amerikaans acteur
- Poncke Princen (1925-2002), Nederlands-Indonesisch overloper en mensenrechtenactivist
- Elaine Princi (1946), Amerikaans actrice
- Gavrilo Princip (1894-1918), Bosnisch-Servisch terrorist
- Victoria Principal (1946), Amerikaans actrice
- Ernesto Prinoth (1923-1981), Italiaans autocoureur
- Hendrik Prins (1881-1943), Nederlands-Duits violist
- Jan Prins (1876-1948), Nederlands dichter-vertaler
- Ralph Prins (1926-2015), Nederlands beeldend kunstenaar
- Claudius Prinsen (1896-1952), Nederlands bestuurder
- Frans Prinsen (1905-?), Belgisch atleet
- Joost Prinsen (1942), Nederlands acteur en presentator
- Walter Prinsen (1930), Belgisch atleet
- Meyer Prinstein (1878-1925), Amerikaans atleet
- Birgit Prinz (1977), Duits voetbalster
- Karel Prior (1924-1997), Nederlands presentator
- Payton Pritchard (1998), Amerikaans basketballer
- Irina Privalova (1968), Russisch atlete
- Sahit Prizreni (1983), Albanees worstelaar

## Pro

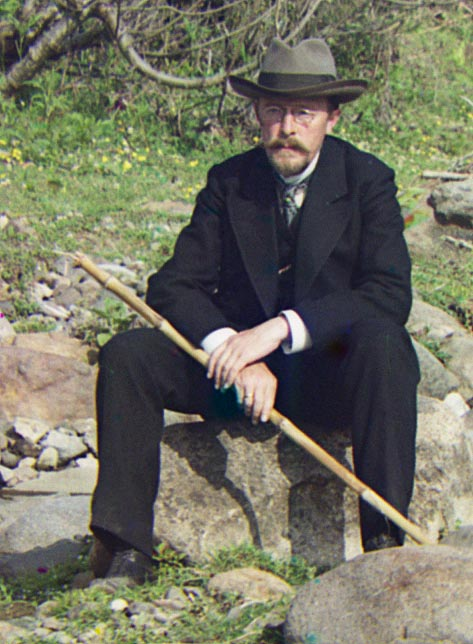
Sergej Prokoedin-Gorski

- Eva Probst (1930-2018), Duits actrice
- P.J. Proby (1938), Amerikaans singer-songwriter en acteur
- Aleksandr Prochorov (1916-2002), Russisch natuurkundige en Nobelprijswinnaar
- Jelena Prochorowa (1978), Russisch atlete
- Harald Proczyk (1975), Oostenrijks autocoureur
- Romano Prodi (1939), Italiaans politicus
- Hélder Proença (1956-2009), Guinee-Bissaus dichter en politicus
- Toše Proeski (1981-2007), Macedonisch zanger
- Stefano Proetto (1985), Italiaans-Duits autocoureur
- John Profumo (1915-2006), Brits politicus
- Herbert Prohaska (1955), Oostenrijks voetballer en voetbaltrainer
- Sergej Prokoedin-Gorski (1863-1944), Russisch fotograaf
- Aleksej Prokoerorov (1964-2008), Russisch langlaufer en langlauftrainer
- Sergej Prokofjev (1891-1953), Russisch componist
- Liese Prokop (1941-2006), Oostenrijks atlete en politica
- Jeļena Prokopčuka (1976), Lets atlete
- Alfred Proksch (1908-2011), Oostenrijks atleet
- Andreas Prommegger (1980), Oostenrijks snowboarder
- Pasarit Promsombat (1983), Thais autocoureur
- Bert Pronk (1950-2005), Nederlands wielrenner
- Jack T. Pronk (1963), Nederlands microbioloog en hoogleraar
- Jan Pronk (1940), Nederlands politicus, diplomaat en bestuurder
- Henri Pronker (1956-2023), Nederlands stringskater
- Proof (1975-2006), Amerikaans acteur en rapper
- Mientje Proost (1919-2012), Nederlands koerierster
- Aimé Proot (1890-?), Belgisch atleet
- David Prophet (1937-1981), Brits autocoureur
- Vladimir Propp (1895-1970), Russisch folklorist en taalkundige
- Davy 'Pröpper (1991), Nederlands voetballer
- Henk Pröpper (1931-2022), Nederlands politicus
- Henk Pröpper (1958), Nederlands uitgever
- Robin Pröpper (1993), Nederlands voetballer
- Francine Prose (1947), Amerikaans romanschrijver
- David Prosho (1965), Brits acteur
- Robert Prosinečki (1969), Kroatisch voetballer en voetbalcoach
- Jenn Proske (1987), Canadees actrice
- Alain Prost (1955), Frans autocoureur
- Nicolas Prost (1981), Frans autocoureur
- Elena Prosteva (1990), Russisch skiester
- Protagoras (ca. 485-416 v.Chr.), Grieks filosoof
- Robert Protin (1872-1953), Belgisch wielrenner
- Oleg Protopopov (1932-2023), Sovjet-Russisch kunstschaatser
- Andrij Protsenko (1988), Oekraïens atleet
- Jean-Paul Proust (1940-2010), Frans-Monegaskisch politicus
- Louis Joseph Proust (1754-1826), Frans chemicus
- Marcel Proust (1871-1922), Frans intellectueel, romanschrijver, essayist en criticus
- Jean Prouvé (1901-1984), Frans architect en ontwerper
- Bernardo Provenzano (1933), Italiaans crimineel
- Frankie Provenzano (1986), Italiaans autocoureur
- Dorothy Provine (1935-2010), Amerikaans actrice
- Anne Provoost (1964), Vlaams auteur
- Jan Provoost (ca. 1463/65-1529), Henegouws kunstschilder
- Franck Provost (1947), Frans kapper
- Jean Provost (ca. 1463/65-1529), Henegouws kunstschilder
- Kjell Provost (1977), Belgisch atleet
- Martin Provost (1957), Frans filmregisseur, (scenario)schrijver en acteur
- Nicolas Provost (1969), Belgisch cineast en kunstenaar
- Pol Provost (1907-1990), Belgisch bestuurder en politicus
- Sander Provost (1997), Belgisch acteur
- David Prowse (1935), Brits acteur
- Galina Prozoemensjtsjikova (1948-2015), Russisch zwemster

## Prs
- Dado Pršo (1974), Kroatisch voetballer

## Pru
- Raymond Prud'homme (1928), Belgisch atleet
- Kees Pruis (1889-1957), Nederlands cabaretier en zanger
- Liviu Prunaru (1969), Roemeens violist
- Stanley B. Prusiner (1942), Amerikaans neuroloog en Nobelprijswinnaar
- Iris Pruysen (1987), Nederlands paralympisch atlete

## Pry
- Nicholas Pryor (1935-2024), Amerikaans acteur
- Richard Pryor (1940-2005), Amerikaans acteur en komiek

## Prz
- Nikolaj Przewalski (1839-1888), Russisch militair en wetenschapper
- Andrzej Przeworski (1900-1952), Pools voetballer
- Andrzej Przewoźnik (1963-2010), Pools geschiedkundige